# Теплен
Теплен (болг. Теплен) — село в Благоевградской области Болгарии. Входит в состав общины Хаджидимово. Находится примерно в 10 км к юго-востоку от центра города Хаджидимово и примерно в 94 км к юго-востоку от центра города Благоевград. По данным переписи населения 2011 года, в селе  проживало 466 человек.

## Население
| Год     | 1934 | 1946 | 1956 | 1965 | 1975 | 1985 | 1992 | 2001 | 2011 |
| ------- | ---- | ---- | ---- | ---- | ---- | ---- | ---- | ---- | ---- |
| Жителей | 263  | 443  | 346  | 273  | 365  | 477  | 483  | 441  | 466  |

| Национальность | Человек | Процент |
| -------------- | ------- | ------- |
| болгары        | 60      | 82,19%  |
| турки          | 11      | 15,07%  |
| Всего ответов  | 73      |         |

|  |